# ميشائيل لانغ
ميشائيل ريكو لانغ (بالإنجليزية:Michael Rico Lang) لاعب كرة قدم سويسري الجنسية، يلعب في نادي غراسهوبر زيوريخ بسويسرا، ويمثل منتخب سويسرا لكرة القدم في كأس العالم 2014 المقامة في البرازيل.

## روابط خارجية
- ميشائيل لانغ على موقع الاتحاد الدولي (مؤرشف)  (الإنجليزية)
- ميشائيل لانغ على موقع الاتحاد الأوربي (الإنجليزية)
- ميشائيل لانغ على موقع قاعدة بيانات كرة القدم.إي يو (الإنجليزية)
- ميشائيل لانغ على موقع ليكيب (الفرنسية)
- ميشائيل لانغ على موقع ناشيونال فوتبول تيمز (الإنجليزية)
- ميشائيل لانغ على موقع Soccerway.com (الإنجليزية)
- ميشائيل لانغ على موقع عالم كرة القدم.نت (الإنجليزية)
- ميشائيل لانغ على موقع AS.com (الإسبانية)